# Gordon Bell
Chester Gordon Bell (Kirksville, 19 de agosto de 1934 – Coronado, 17 de maio de 2024) foi um engenheiro de computadores e administrador estadunidense.
Empregado da Digital Equipment Corporation de 1960 a 1966, Bell projetou diversas de suas máquinas Programmed Data Processor (PDP) e mais tarde tornou-se vice-presidente de engenharia (1972 a 1983), supervisionando o desenvolvimento do VAX/VMS.

## Lei de Bell das aulas de informática
A lei de Bell das classes de computadores foi descrita pela primeira vez em 1972 com o surgimento de uma nova classe de microcomputadores de menor preço baseada no microprocessador. Computadores de classe de mercado estabelecidos são introduzidos a um preço constante com funcionalidade e desempenho crescentes. Os avanços tecnológicos em semicondutores, armazenamento, interfaces e redes permitem que uma nova classe de computadores (plataforma) se forme a cada década para atender a uma nova necessidade. Cada nova classe de preços geralmente mais baixos é mantida como uma indústria (mercado) quase independente. As classes incluem: mainframes (década de 1960), minicomputadores (década de 1970), estações de trabalho em rede e computadores pessoais (década de 1980), estrutura navegador-servidor web (década de 1990), computação palmtop (1995), serviços web (anos 2000), convergência de telefones celulares e computadores (2003) e redes de sensores sem fio aka motes (2004). Bell previu que as redes de área doméstica e corporal se formariam até 2010.

## Morte
Bell morreu em 17 de maio de 2024, aos 89 anos, em Coronado devido a uma pneumonia.

## Livros
- (com Allen Newell) Computer Structures: Readings and Examples (1971, ISBN 0-07-004357-4)
- (com C. Mudge e J. McNamara) Computer Engineering (1978, ISBN 0-932376-00-2)
- (com Dan Siewiorek e Allen Newell) Computer Structures: Principles and Examples (1982, ISBN 0-07-057302-6)
- (com J. McNamara) High Tech Ventures: The Guide for Entrepreneurial Success (1991, ISBN 0-201-56321-5)
- (com Jim Gemmell) Total Recall: How the E-Memory Revolution will Change Everything (2009, ISBN 978-0-525-95134-6)
- (com Jim Gemmell) Your Life Uploaded: The Digital Way to Better Memory, Health, and Productivity (2010, ISBN 978-0-452-29656-5)